# Vicente Zorrilla Sainz de la Peña
Vicente Zorrilla Sáinz de la Peña (La Serena, 1823-Santiago, 1885) fue un empresario y político chileno, intendente y regidor de La Serena.
Su padre era el español Juan Zorrilla y Saez de la Peña y su madre Gertrudis Sainz de la Peña, perteneciente a la rama serenense de los Sainz de la Peña.
Se educó en el Liceo de La Serena.
Fue regidor de La Serena por primera vez en 1846 y alcalde en 1849. Nuevamente fue regidor en los años 1864 y 1867 e Intendente de Coquimbo en 1864.
Muy joven ya era un poderoso industrial. En 1851 participó en el Sitio de La Serena, pero salvó de ser exiliado. Durante ese lapso fue designado diputado y regidor de La Serena, además Intendente de Coquimbo. En la revolución de 1859, tras la Batalla de Los Loros asumió como alcalde de La Serena e intendente, declarando que la ciudad permanecía abierta y no se plegaba a ningún bando. Debido a todos los hechos ocurridos durante esta revolución no pudo acudir a su juramento en Santiago para ser diputado por el periodo 1858-1861, por lo que fue reemplazado por Domingo Santa María.
Dejó una de las mayores fortunas que se conoce en la región.
Se casó con Rosa Cifuentes.
Una de las calles y puentes de su ciudad natal lleva su nombre.